# Эванс, Дарринтон
Дарринтон Эл Эй Эванс (англ. Darrynton L.A. Evans; 9 июля 1998, Ок-Хилл, Флорида) — американский футболист, раннинбек и специалист по возвратам клуба НФЛ «Чикаго Беарс». На студенческом уровне играл за команду Аппалачского университета. На драфте НФЛ 2020 года был выбран в третьем раунде.

## Биография
Дарринтон Эванс родился 9 июля 1998 года в городе Ок-Хилл во Флориде. Один из четырёх детей в семье. Учился в старшей школе города Нью-Смерна-Бич. Играл в составе её футбольной команды, выбирался капитаном, дважды признавался самым ценным игроком команды. Принимал участие в матче звёзд школьного футбола центральной Флориды. После окончания школы Эванс поступил в Аппалачский университет в Северной Каролине.

### Любительская карьера
В футбольном турнире NCAA Эванс дебютировал в 2016 году. Он сыграл за команду в двенадцати матчах, на поле выходил как принимающий и возвращающий игрок, был запасным раннинбеком. В играх турнира он набрал 217 ярдов выносом, 34 ярда на приёме и 563 ярда на возвратах. В сезоне 2017 года Эванс не выступал из-за травмы, получив статус освобождённого игрока по медицинским показаниям.
По ходу сезона 2018 года он получил место в стартовом составе команды, заменив травмированного Джейлина Мура. В тринадцати проведённых играх Эванс набрал выносом 1187 ярдов, став самым результативным бегущим конференции Сан Белт. В победном для команды финале конференции он суммарно набрал 218 ярдов и был признан самым ценным игроком матча. По итогам турнира Эванса включили в состав сборной звёзд Сан Белт.
В 2019 году Аппалачиан Стейт второй раз подряд выиграл турнир конференции, а Эванс получил награду MVP матча. Суммарно в четырнадцати играх сезона он набрал 2064 ярда. Его 24 тачдауна стали третьим результатом сезона в NCAA и новым рекордом конференции. По итогам сезона Эванс второй раз вошёл в сборную звёзд Сан Белт, а также был признан игроком года в нападении в конференции.

#### Статистика выступлений в NCAA
| Сезон | Команда                     | Игры | Приём | Приём | Приём | Приём | Вынос | Вынос | Вынос | Вынос |
| Сезон | Команда                     | Игры | Rec   | Yds   | Y/A   | TD    | Att   | Yds   | Y/A   | TD    |
| ----- | --------------------------- | ---- | ----- | ----- | ----- | ----- | ----- | ----- | ----- | ----- |
| 2016  | Аппалачиан Стейт Маунтинирс | 12   | 6     | 34    | 5,7   | 0     | 48    | 217   | 4,5   | 0     |
| 2017  | Аппалачиан Стейт Маунтинирс | —    | —     | —     | —     | —     | —     | —     | —     | —     |
| 2018  | Аппалачиан Стейт Маунтинирс | 13   | 12    | 87    | 7,3   | 1     | 179   | 1187  | 6,6   | 7     |
| 2019  | Аппалачиан Стейт Маунтинирс | 14   | 21    | 198   | 9,4   | 5     | 255   | 1480  | 5,8   | 18    |
| Всего | Всего                       | 39   | 39    | 319   | 8,2   | 6     | 482   | 2884  | 6,0   | 25    |

### Профессиональная карьера
Перед драфтом НФЛ 2020 года аналитик сайта Bleacher Report Мэтт Миллер характеризовал Эванса как скоростного и умеющего играть на приёме бегущего, который может представлять угрозу при розыгрышах третьих даунов. К сильным сторонам игрока он относил умение уходить от захватов защитников, хорошую скорость, аккуратную работу с мячом и малое количество фамблов, универсальность и полезность в составе специальных команд. Среди минусов Эванса назывались антропометрические данные и невысокий уровень конкуренции во время его студенческой карьеры.
Эванс был задрафтован «Теннесси» в третьем раунде под общим 93 номером. В июле 2020 года он подписал с клубом четырёхлетний контракт на сумму 4,4 млн долларов. В своём дебютном сезоне он сыграл всего в пяти матчах. В трёх играх Эванс не был включён в состав команды, ещё восемь он пропустил из-за травм. В межсезонье ему не удалось полностью восстановиться и первые шесть недель регулярного чемпионата 2021 года он оставался в списке травмированных. На поле он смог выйти только в конце октября, но в первой же игре снова травмировал колено и выбыл из строя до конца сезона. В марте 2022 года клуб выставил игрока на драфт отказов, после чего он перешёл в «Чикаго Беарс».

#### Статистика выступлений в НФЛ

##### Регулярный чемпионат
| Сезон | Команда          | Игры | Приём | Приём | Приём | Приём | Вынос | Вынос | Вынос | Вынос |
| Сезон | Команда          | Игры | Rec   | Yds   | Y/A   | TD    | Att   | Yds   | Y/A   | TD    |
| ----- | ---------------- | ---- | ----- | ----- | ----- | ----- | ----- | ----- | ----- | ----- |
| 2020  | Теннесси Тайтенс | 5    | 2     | 27    | 13,5  | 1     | 14    | 54    | 3,9   | 0     |
| 2021  | Теннесси Тайтенс | 1    | 2     | 11    | 5,5   | 0     | 2     | 7     | 3,5   | 0     |
| Всего | Всего            | 6    | 4     | 38    | 9,5   | 1     | 16    | 61    | 3,8   | 0     |

##### Плей-офф
| Сезон | Команда          | Игры | Приём | Приём | Приём | Приём | Вынос | Вынос | Вынос | Вынос |
| Сезон | Команда          | Игры | Rec   | Yds   | Y/A   | TD    | Att   | Yds   | Y/A   | TD    |
| ----- | ---------------- | ---- | ----- | ----- | ----- | ----- | ----- | ----- | ----- | ----- |
| 2020  | Теннесси Тайтенс | 1    | 0     | 0     | 0,0   | 0     | 1     | 1     | 1,0   | 0     |
| Всего | Всего            | 1    | 0     | 0     | 0,0   | 0     | 1     | 1     | 1,0   | 0     |